# Saladas megye
Saladas egy megye Argentínában, Corrientes tartományban. A megye székhelye Saladas.

## Települések
Önkormányzatok és települések (Municipios y comunas)
- Saladas
- San Lorenzo